# 大田镇 (天津市)
大田镇，是中华人民共和国天津市滨海新区一个已撤销的街道办事处，2013年12月19日，天津市民政局批复同意撤销大田镇，将其所辖行政区域划归汉沽街道。